# 後藤禎一
後藤 禎一（ごとう ていいち、1959年 - ）は、日本の実業家。富士フイルム代表取締役社長。富山県出身。

## 来歴
1983年に関西学院大学社会学部卒業後、富士写真フイルム（現・富士フイルムHD）入社。 2018年富士フイルムHD取締役、20年富士フイルム取締役専務執行役員メディカルシステム事業部長兼ヘルスケア事業推進室長などを経て2021年6月から現職。